# لغة وطنية
اللغة الوطنية هو وضع قانوني يطلق على اللغات التي لا ترتقي إلى مستوى الترسيم بما يمكن أن يحدد به مفهوم «رسمي»، وعادة ما تكون اللغة الوطنية ذات اتصال ثقافي وتاريخي بشعب ما لكنها ليست في عداد اللغة الحية التي يمكن الاعتماد عليها في الشؤون الحياتية اليومية كما هو الحال في دول المغرب العربي حيث لم تمنح اللغة الأمازيغية إلا مؤخراً صفة الترسيم في مملكة المغرب (العام 2011) بينما الأمازيغية التي لا تزال في طور التدوين المعجمي لغة وطنية في الجزائر.

## اللغات الوطنية والرسمية
فيما يلي اللغات الوطنية والرسمية في بعض الدول:

### ألبانيا
اللغة الألبانية هي اللغة الوطنية في ألبانيا وكوسوفو ولغة وطنية لأجزاء من جمهورية مقدونيا وجنوب الجبل الأسود.

### الجزائر
اللغة العربية واللغة الأمازيغية هي لغات الجزائر الوطنية كما هو منصوص عليه في الدستور.

### أندورا
اللغة الوطنية فيأندورا هي اللغة الكتالانية؛ علاوة على ذلك، تعتبر الكتالانية لغة رسمية في العديد من مناطق إسبانيا ككتالونيا ومنطقة بلنسية وجزر البليار ويتحدث بها في الأراضي الإسبانية كمناطق كتالونيا الحدودية المعروفة باسم لا فرانخا وفي إقليم البرانيس الشرقية الفرنسي وفي ألغيرو الإيطالية (لكن دون اعتراف رسمي).

### بنغلاديش
تعتبر اللغة البنغالية اللغة الوطنية في بنغلاديش.

### بلغاريا
اللغة الرسمية في بلغاريا هي اللغة البلغارية.

### كندا
اللغات الرسمية في كندا هي اللغة الإنجليزية (الإنجليزية الكندية) واللغة الفرنسية (فرنسية كندية). يمكن اعتبار هاتين اللغتين وطنيتين متساويتين.
تعتبر الفرنسية الكبكية اللغة الوطنية لشعب الكيبيك.
إضافة لذلك، ثمة لغات تخص السكان الأصليين في كندا، وهي لغات وطنية لأمم كندا الأولى من قبائل الهنود الحمر والإنويت (الإسكيمو سابقاً) وميتي وهي الشعوب الأولى التي اختلطت بالشعوب الأوروبية. ومن هذه اللغات لغة كري التي يُتحدث بها من ألبريتا حتى لابرادور (باختلافات بسيطة).

### الصين
طالع أيضاً: لغات الصين، صينية مندرين، تاريخ مندرين.
ثمة لغات عديدة يتحدث بها السكان في الصين، حيث يتحدث معظم الناس أكثر من لهجة صينية واحدة. خلال فترات حكم السلالات الإمبراطورية المتعاقبة، خدمت اللغات المحكية في العاصمة كلغة رسمية واستخدمها الموظفون الحكوميون للتواصل أثناء السفر. ومن اللهجات التي استخدمت لهذا الغرض في العصور المختلفة: شيان، لويانغ، نانجينغ، بكين وعواصم الصين التاريخية.
بعد ثورة شينهاي عام 1911، أسس الكومينتانغ (القوميون الصينيون) جمهورية الصين (1912-1949). بهدف تعزيز الشعور بالوحدة الوطنية وتعزيز كفاءة الاتصالات بين الأمة، قررت الحكومة تخصيص لغة وطنية. فاقترحت كل من لهجة بكين من ماندراين الصينية وصينية يؤ كأساس للغة الصين الوطنية. في البداية كان ثمة محاولات لإدخال عناصر من اللغات الصينية الأخرى إلى اللغة الوطنية، وقد انعكس هذا في القاموس الرسمي الأول للغة الوطنية والذي سمي 國語 (بينيين والذي يعني «لغة وطنية» حرفياً).
لكن هذه اللغة المصطنعة لم يكن ثمة ناطقين بها وكان من الصعب تعلّمها، فتم التخلي عنها عام 1924. في نهاية المطاف، اختيرت لهجة بكين باعتبارها لغة وطنية. ومنذ ذلك الحين أصبحت لهجة بكين معيار النطق الرئيسي نظراً لمكانتها المرموقة خلال عهد سلالة تشينغ.

### فنلندا
يوجد لغتان وطنيتان في فنلندا هما اللغة الفنلندية واللغة السويدية. وقد ضمن دستور فنلندا حق استخدام اللغتين الفنلندية والسويدية في المحاكم ومؤسسات الدولة الأخرى.
على الرغم من الفارق الكبير في أعداد مستخدمي اللغتين، لا تصنف السويدية كلغة أقلية لكنها تتساوى مع الفنلندية. هذه اللغات الوطنية إجبارية في المدارس (باستثناء الطلاب الذين يملكون لغة ثالثة كلغة أم)، كما أن الخضوع لاختبار اللغة هو شرط أساسي للعمل في المكاتب الحكومية في الوظائف التي تتطلب درجة جامعية. كما يمنح الدستور أفراد شعوب السامي والروما الحق في الحفاظ على لغاتهم الأصلية وتطويرها: إذ تستخدم لغات السامي جزئياً في بعض الحالات الرسمية وفقاً لقوانين أخرى.

### ألمانيا
اللغة الرسمية في ألمانيا هي اللغة الألمانية، حيث تعتبر اللغة الأولى لما يزيد عن 95% من الألمان أو الذين يتحدثون لهجات ألمانية.

### هايتي
اللغات الرسمية في هايتي هي اللغة الكريولية الهايتية واللغة الفرنسية. ففي حين أن الفرنسية هي اللغة المستخدمة في وسائل الإعلام والدوائر الحكومية والتعليم، إلا أن حوالي 90-95% من السكان يتحدثون الهايتية الكريولية كلغة متعلّمَة في المنزل في حين يتعلمون الفرنسية في المدرسة.

### الهند
ليس هناك لغة وطنية في الهند: المحكمة العليا في غوجارات
اللغات الرسمية المعتمدة في حكومة الاتحاد لجمهورية الهند هي اللغة الهندية واللغة الإنجليزية كما هو منصوص عليه في المادة 343/1 من دستور الهند. يوجد حالياً حوالي 22 لغة رسمية أخرى في الهند، هي: لغة آسامية، لغة بنغالية، لغة بودووية، اللغة الدوغرية، لغة غوجاراتية، لغة هندية، لغة كنادية، لغة كشميرية، لغة كونكانية، لغة مايثيلية، لغة ماليالامية، لغة ميتية، لغة مراثية، لغة نيبالية، لغة الأوريا، لغة بنجابية، لغة سنسكريتية، اللغة السنتالية، لغة سندية، لغة تاميلية، لغة تيلوغوية، لغة أردية. كما تعتبر اللغة الإنجليزية إحدى اللغات الرسمية في اتحاد الهند.

### إندونيسيا
اللغة الرسمية في إندونيسيا هي اللغة الإندونيسية. يوجد في إندونيسيا أكثر من 700 لغة حية ما يجعلها ثاني أكبر دولة من حيث التنوع اللغوي بعد بابوا نيو غينيا. لكن هذه اللغات ليس لها طابع رسمي وهي معرّضة للانقراض ما عدا اللغة المحلية الأكبر بينها وهي لغة جاوا.

### إيران
اللغة الفارسية هي اللغة الوطنية والرسمية في إيران.

### إيرلندا
اللغة الإيرلندية معترف بها في دستور إيرلندا كلغة وطنية ورسمية أولى في الدولة، واللغة الإنجليزية معترف بها كلغة رسمية ثانية.

### إسرائيل
اللغات الرسمية في إسرائيل هي اللغة العبرية واللغة العربية كما تستخدم اللغة الإنجليزية بكثافة.

### إيطاليا
The لغة إيطالية is the حكم القانون and حكم الأمر الواقع official language of إيطاليا. لغة إيطالية is also referred to as national language for historical and cultural reasons, because since the 15th century, لغة إيطالية became the language used in the بلاط ملكي of nearly every state in إيطاليا and in general among educated طليان (scholars, writers, poets, philosophers, scientists, composers and artist) who contributed to what is nowadays the ثقافة إيطالية. Furthermore, Italian was often an official language of the various Italian states before توحيد إيطاليا، slowly replacing Latin, even when ruled by foreign powers (such as the Spaniards in the مملكة نابولي، or the Austrians in the مملكة لومبارديا فينيشيا).

### كينيا
While English and لغة are official languages, Swahili also has a special status as national language. None of the country's biggest languages (لغة كيكويو، Luo, Kamba [الإنجليزية], Kalenjin, etc.) have any explicit legal status on the national level, however the 2010 constitution enjoins the state to "promote and protect the diversity of language of the people of Kenya."

### لبنان
اللغة الوطنية الرسمية في لبنان هي اللغة العربية.

### مالطا
The لغة مالطية is the national language of Malta. It is also the official language of the island, together with لغة إنجليزية. Maltese only is recognised as "national" in Chapter 1 of the Laws of Malta.

### ناميبيا
في ناميبيا حوالي 20 لغة وطنية. ومن بين اللغات الوطنية التي يتحدث بها نسبة كبيرة من السكان اللغة الإفريقيانية واللغة الألمانية ولغة هيمبا واللغة البرتغالية ولغة هيريرو وأوشيوامبو ولغة شعب بوشمن ولغة ناما.

### نيبال
اللغة النيبالية هي اللغة الرسمية في نيبال. ونيبال من الدول ذات التنوع اللغوي وفيها العديد من اللغات المحكية.

### نيوزيلندا
يوجدة 3 لغات رسمية في نيوزيلندا، تي ريو ماوري، الإنجليزية ولغة الرموز النيوزلندية.

### نيجيريا
Besides official English (إنجليزية نيجيرية ‏), Nigeria recognizes three 'majority', or national, languages. These are the big three, لغة هوسية، لغة الإيجبو، and لغة يوربا، each with some 20 million speakers or more.

### باكستان
Article 251(1) of the دستور باكستان، titled National language, specifies: «The National language of باكستان is Urdu, and arrangements shall be made for its being used for official and other purposes within fifteen years from the commencing day. Although it has been declared as an official language, so far all the documentation, legislation, legal orders and every thing related on legal front is done in Pakistani English. Mostly the studies at the higher level i.e. Masters , M.Phil and Phd. level is done in English.»إدارة تطوير اللغة الوطنية is an organization established to make these arrangements since 1979.

### الفلبين
The 1973 دستور الفلبين designated Pilipino (a لغة تاغالوغية-based language) and English (إنجليزية فلبينية) as official languages, "until otherwise provided by law" and mandated development and formal adoption of a common national language to be known as لغة فلبينية.
The 1987 constitution designated the لغة فلبينية، which is based on Tagalog with the inclusion of terms from all recognized لغات في الفلبين، as the national language. It also designated both Filipino and English as the official languages for purposes of communication and instruction, and designated the regional languages as auxiliary official languages in the regions to serve as auxiliary media of instruction therein.
More than 170 لغات في الفلبين are spoken in the الفلبين and almost all of them belong to the Borneo–Philippines languages group of the لغات أسترونيزية language family. In 2007, a six-part series titled The Case of Ilokano as a National Language authored by Dr. Aurelio Solver Agcaoili of the University of Hawaii appeared in the Culture, Essays, Lifestyle of Tawid News Magazine. In September 2012, لا يونيون became the very first province in Philippine history to pass an ordinance proclaiming a non-official language and a لغة محلية، لغة إيلوكانو، as its لغة رسمية. This move aims to protect and revitalize the use of Ilokano in various government and civil affairs within the province.

### رومانيا
The لغة رسمية and national language of رومانيا is the لغة رومانية.

### روسيا
اللغة الروسية هي اللغة الرسمية الوحيدة في روسيا، ويتحدث الروس حوالي 27 لغة أخرى تعتبر رسمية في مناطق روسيا المختلفة.

### صربيا
اللغة الصربية في اللغة الوطنية في صربيا وتكتب بالأبجدية السيريلية الصربية. كما يوجد 15 لغة أقلية أخرى في صربيا.

### سنغافورة
سنغافورة has four official languages: لغة إنجليزية (إنجليزية سنغافورة), صينية مندرين، لغة ملايو and لغة تاميلية. Although English is the primary language of business, government, and education, Malay is designated as the national language. This is due to the geographical and historical ties to ماليزيا as well as the recognition of ethnic Malays (about 14% of the population) as the indigenous people of Singapore.
Traditionally, the لغة تواصل مشترك among the different ethnic groups in Singapore was Bazaar Malay, a Malay-based creole. Since independence, the government has been promoting English as the main language of Singapore. The bilingual education policy requires students to study two languages: English and a "mother tongue" corresponding to the student's ethnicity. Malay is only offered to non-Malay students as an optional third language in secondary schools. As a result, English has displaced Bazaar Malay as the common language among Singaporeans. Therefore, despite the status of Malay as the national language, the majority doesn't speak it.

### سلوفينيا
تعتبر اللغة السلوفينية اللغة الوطنية في سلوفينيا. كما يوجد 6 لغات أخرى للأقليات.

### جنوب إفريقيا
جنوب إفريقيا has 11 لغة رسميةs, namely لغة أفريقانية، إنجليزية جنوب إفريقيا، لغة نديبلي جنوبية، لغة سوثو شمالية، لغة سوتية، لغة سوازي، لغة تسوانية، لغة تسونجا، لغة فيندية، اللغة الخوسية and لغة زولوية. South African Sign Language and لغة هولندية are distinct in South Africa though incompletely emerged national standard languages which also subsumes a cluster of semi-standardised dialects.
| لغة وطنية | لغة عربية، لغة ألمانية، لغة يونانية، لغة غوجاراتية، لغة عبرية، لغة هندية، خويخوئيون، لغة ناما، لغة برتغالية، لغات خويسان، لغة سنسكريتية، لغة تاميلية، لغة تيلوغوية، لغة أردية، Sign Language are all constitutionally recognised in South Africa. | لغة وطنية |

The above mentioned languages can be considered as minority لغة تواصل مشتركs — none of these languages are of Official Language Status in the country.

### سويسرا

The logo of the سويسرا Federal administration, in the لغات سويسرا.

سويسرا has four national languages: لغة ألمانية، لغة فرنسية، لغة إيطالية and لغة رومانشية.
All but Romansh have equal status as لغة رسميةs at the national level within the Federal administration of Switzerland.

### تايوان
After their defeat in the الحرب الأهلية الصينية in 1949, the الكومينتانغ regime of the تايوان retreated to the island of تايوان. They introduced ماندراين الصينية as the national language on the island, though it was not spoken by a majority of the population at that time.

### تونس
The official language of the تونسn state is لغة عربية. But, that language is not the mother tongue of the population or used to communicate between Tunisian people, instead دارجة تونسية plays these roles and is the national language of Tunisia. Also, even without an official status, لغة فرنسية is also used extensively in its written and spoken form in the administration, education and business environment and known by 63.6% of the population. Also Berber minorities in the south-west and on جربة use the Tunisian Chelha language to communicate between themselves.

### تركيا
تعتبر اللغة التركية اللغة الوطنية في تركيا، وذلك منذ إنشاء الجمهورية التركية.

### المملكة المتحدة
The لغة إنجليزية (إنجليزية بريطانية) is the de facto official language of the المملكة المتحدة and is the sole language of an estimated 95% of the بريطانيون population.[بحاجة لمصدر] The three Home Nations outside England have national languages of their own with varying degrees of recognition, which coexist along the dominant English language. Britain also has several تبعيات التاج البريطاني and أقاليم ما وراء البحار البريطانية which are to some extent self-governing, but which are not recognized as independent states. Many of these have their own regional languages.

#### شمال إيرلندا
In أيرلندا الشمالية، both the Gaelic Irish language and the West Germanic أولسترية إسكتلندية are recognized by the اتفاق الجمعة العظيمة as "part of the cultural wealth of the island of Ireland" and are promoted by the فورس ناغليج (Irish Institute) and Tha Boord o Ulstèr-Scotch (the Ulster-Scots Agency) respectively.

#### إسكتلندا
In Scotland, لغة غيلية إسكتلندية is a minority language spoken by 57,375 people (1.1% of the Scottish population aged over three years old). The Gaelic Language (Scotland) Act 2005 gives the language a limited official status, and the Bòrd na Gàidhlig is tasked with «securing the status of the Gaelic language as an لغة رسمية of إسكتلندا commanding equal respect to the English language» لغة إسكتلندية، generally treated as a لغات جرمانية غربية related to but separate from English, has no official status but is recognized as a minority language, and is the language of much الأدب الإسكتلندي، including the poetry of روبرت برنز.

#### ويلز
The لغة ويلزية has official status within ويلز، and as of the 2011 census, is spoken by 562,000 people, or 19% of the population. The Welsh Language Board (Bwrdd yr Iaith Gymraeg) is legally tasked with ensuring that, "in the conduct of public business and the administration of justice, the English and Welsh languages should be treated on a basis of equality".

### الولايات المتحدة
In the الولايات المتحدة، English (إنجليزية أمريكية) is the national language only in an informal sense, by numbers and by historical and contemporary association. The دستور الولايات المتحدة does not explicitly declare any لغة رسمية، although the constitution is written in English, as is all federal legislation.
On February 13, 2015, Representative بيتر كينغ introduced H.R.997, the English Language Unity Act of 2015, in the مجلس النواب الأمريكي. This bill would establish English as the official language of the United States. A companion bill, S.667, was introduced by Senator جيم إنهوف in the مجلس الشيوخ الأمريكي on March 9, 2015. Both bills were referred to committee. Similar legislation has been introduced every year since 1973.

### فيتنام
كانت اللغة الفيتنامية اللغة الوطنية في فيتنام بحكم الأمر الواقع لسنوات عديدة. لكنها لم تعتبر لغة وطنية رسمياً حتى صدور المرسوم رقم (5) من دستور عام 2013.